# 디젤 (비디오 게임)
디젤(Dizzel)은 전쟁으로 황폐해진 디스토피아적인 가까운 미래를 바탕으로 한 네오위즈 게임즈의 3인칭 슈팅 게임이다. 모기업의 피망을 통해 2011년 10월 오픈 베타 서비스 하였다. 추격전, 팀전, 폭파전 3가지 게임 방식을 지원한다. 2013년 3월 19일 서비스가 종료되었다.